# Magyar Dal (folyóirat, 1922–1936)
Magyar Dal a Romániai Magyar Dalosszövetség hivatalos havi folyóirata. Első száma Brassóban jelent meg 1922 januárjában, szerkesztője Rombauer Tivadar, a Dalosszövetség titkára Fövenyessy Bertalan nagyenyedi zenetanár, felelős szerkesztő Póka Dezső, a Brassói Lapok munkatársa. A II. évfolyam 1. számától felelős szerkesztő Tutsek Jenő, a 2. számtól kezdve azonban Fövenyessy kivált a szerkesztőségből. Ugyanazon évfolyam 5-6. számától felelős szerkesztő Kiss Béla, szerkesztő Tárcza Bertalan, a megjelenés helye pedig Kolozsvár. A III. évfolyam összevont 11-12. számától kezdve a lap megszűntéig (1936) a felelős szerkesztő Tárcza Bertalan, a Dalosszövetség titkára, ill. főtitkára.
Az I. évfolyam kottamelléklettel jelent meg, később ez elmaradt. A munkatársak közt szerepel Csűry Bálint, Delly Szabó Géza, Gergely Endre, Gyergyay Árpád, Járosy Dezső, Kovács Dezső, S. Nagy László, Nemes Elemér, Reményik Sándor, Szemethy Géza, idősb Szemlér Ferenc, Walter Gyula; a lap anyagának nagyobb részét Tárcza Bertalan jegyezte. A Magyar Dal rendszeresen közölt tudósításokat a tagegyesületek életéről, beszámolt a hivatalos ügyvitelről, széles körű levelezőhálózata révén átfogó képet nyújtott az énekkari (dalárdai) munkáról és a műkedvelő tevékenységről. Írásokkal, tanulmányokkal segítette a karnagyok továbbképzését, munkáját a kórusszervezésben, s a kórustagok nevelését mozdította elő szakmai cikkekkel, így az énekes és a társadalom viszonyáról, a hang élettani jelenségéről, a hangzavarok gyógyításának módjáról; foglalkozott a középiskolai énektanítás színvonalának emelésével.
Megszűnése után a Dalosszövetség Értesítője vette át szerepét.